# 假仓站
假倉站（韓語：가창역）是朝鮮民主主義人民共和國平安南道北仓郡的一個鐵路車站，属于平德线。

## 邻近车站
平德线
松南青年站 - 假倉站 - 北仓站